# Représentations diplomatiques du Ghana

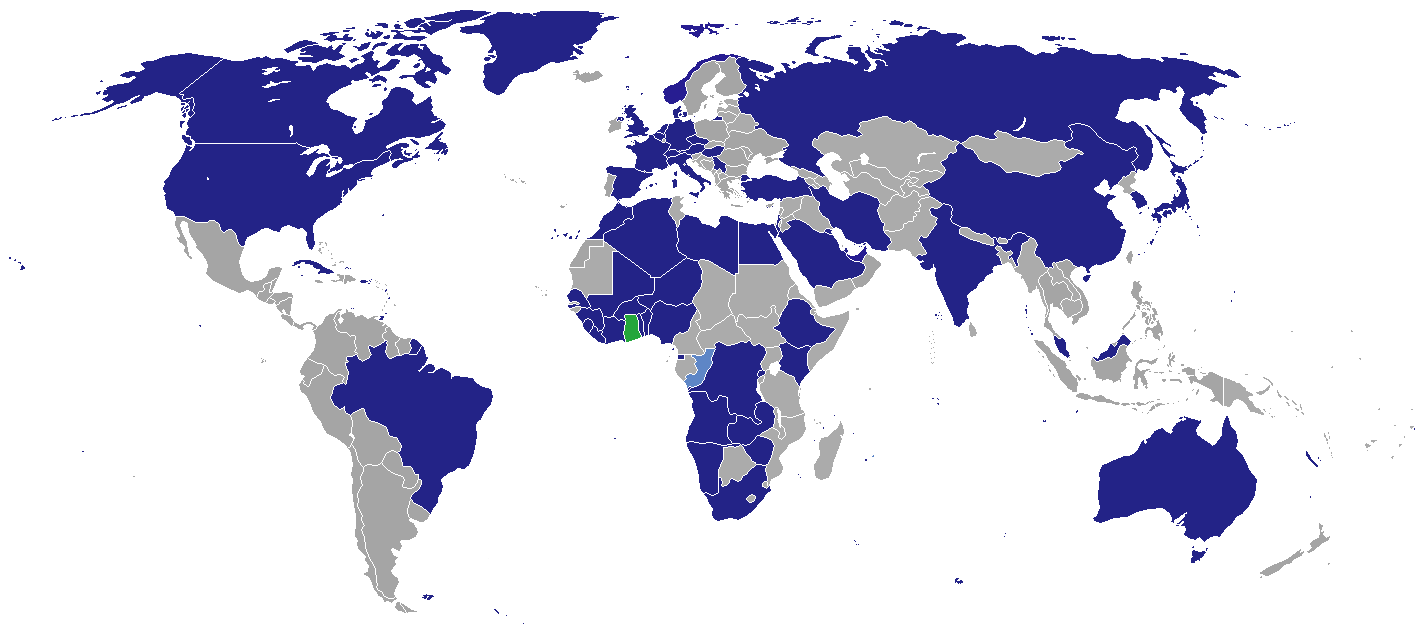
Représentations diplomatiques du Ghana.

Ceci est une liste des représentations diplomatiques du Ghana. Le Ghana a plusieurs missions diplomatiques dans le monde.

## Afrique
- Afrique du Sud
  - Pretoria (haut-commissariat)
- Algérie
  - Alger (ambassade)
- Angola
  - Luanda (ambassade)
- Bénin
  - Cotonou (ambassade)
- Burkina Faso
  - Ouagadougou (ambassade)
- Côte d'Ivoire
  - Abidjan (ambassade)
- Égypte
  - Le Caire (ambassade)
- Éthiopie
  - Addis-Abeba (ambassade)
- Guinée
  - Conakry (ambassade)
- Guinée équatoriale
  - Malabo (ambassade)
- Kenya
  - Nairobi (haut-commissariat)
- Liberia
  - Monrovia (ambassade)
- Libye
  - Tripoli (ambassade)
- Mali
  - Bamako (ambassade)
- Maroc
  - Rabat (ambassade)
- Maurice
  - Port Louis (consulat général)
- Namibie
  - Windhoek (haut-commissariat)
- Niger
  - Niamey (ambassade)
- Nigeria
  - Abuja (haut-commissariat)
  - Lagos (consulat général)
- République du Congo
  - Brazzaville (consulat général)
- République démocratique du Congo
  - Kinshasa (ambassade)
- Rwanda
  - Kigali (haut-commissariat)
- Sénégal
  - Dakar (ambassade)
- Sierra Leone
  - Freetown (haut-commissariat)
- Togo
  - Lomé (ambassade)
- Zambie
  - Lusaka (haut-commissariat)
- Zimbabwe
  - Harare (ambassade)

## Amérique
- Brésil
  - Brasilia (ambassade)
- Canada
  - Ottawa (haut-commissariat)
- Cuba
  - La Havane (ambassade)
- États-Unis
  - Washington (ambassade)
  - New York (consulat général)

## Asie
- Arabie saoudite
  - Riyad (ambassade)
  - Djeddah (consulat général)
- Chine
  - Pékin (ambassade)
  - Canton (consulat général)
- Corée du Sud
  - Séoul (ambassade)
- Émirats arabes unis
  - Abou Dabi (ambassade)
  - Dubaï (consulat général)
- Inde
  - New Delhi (haut-commissariat)
- Israël
  - Tel Aviv-Jaffa (ambassade)
- Japon
  - Tokyo (ambassade)
- Koweït
  - Koweït (ambassade)
- Malaisie
  - Kuala Lumpur (haut-commissariat)
- Qatar
  - Doha (ambassade)
- Turquie
  - Ankara (ambassade)

## Europe
- Allemagne
  - Berlin (ambassade)
  - Hambourg (consulat général)
- Autriche
  - Vienne (ambassade)
- Belgique
  - Bruxelles (ambassade)
- Danemark
  - Copenhague (ambassade)
- Espagne
  - Madrid (ambassade)
- France
  - Paris (ambassade)
- Hongrie
  - Budapest (ambassade)
- Italie
  - Rome (ambassade)
- Malte
  - La Valette (haut-commissariat)
- Norvège
  - Oslo (ambassade)
- Pays-Bas
  - La Haye (ambassade)
- République tchèque
  - Prague (ambassade)
- Royaume-Uni
  - Londres (haut-commissariat)
- Russie
  - Moscou (ambassade)
- Serbie
  - Belgrade (ambassade)
- Suisse
  - Berne (ambassade)

## Océanie
- Australie
  - Canberra (haut-commissariat)

## Organisations internationales
- Union européenne
  - Bruxelles (mission)
- ONU
  - Genève (mission permanente)
  - New York (mission permanente)

## Galerie

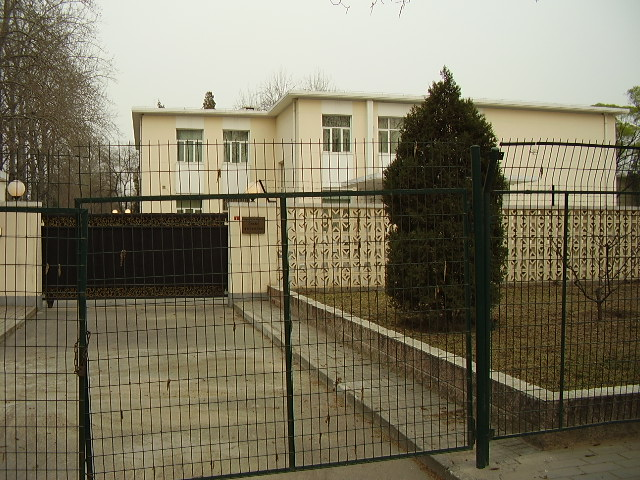
Ambassade à Pékin.
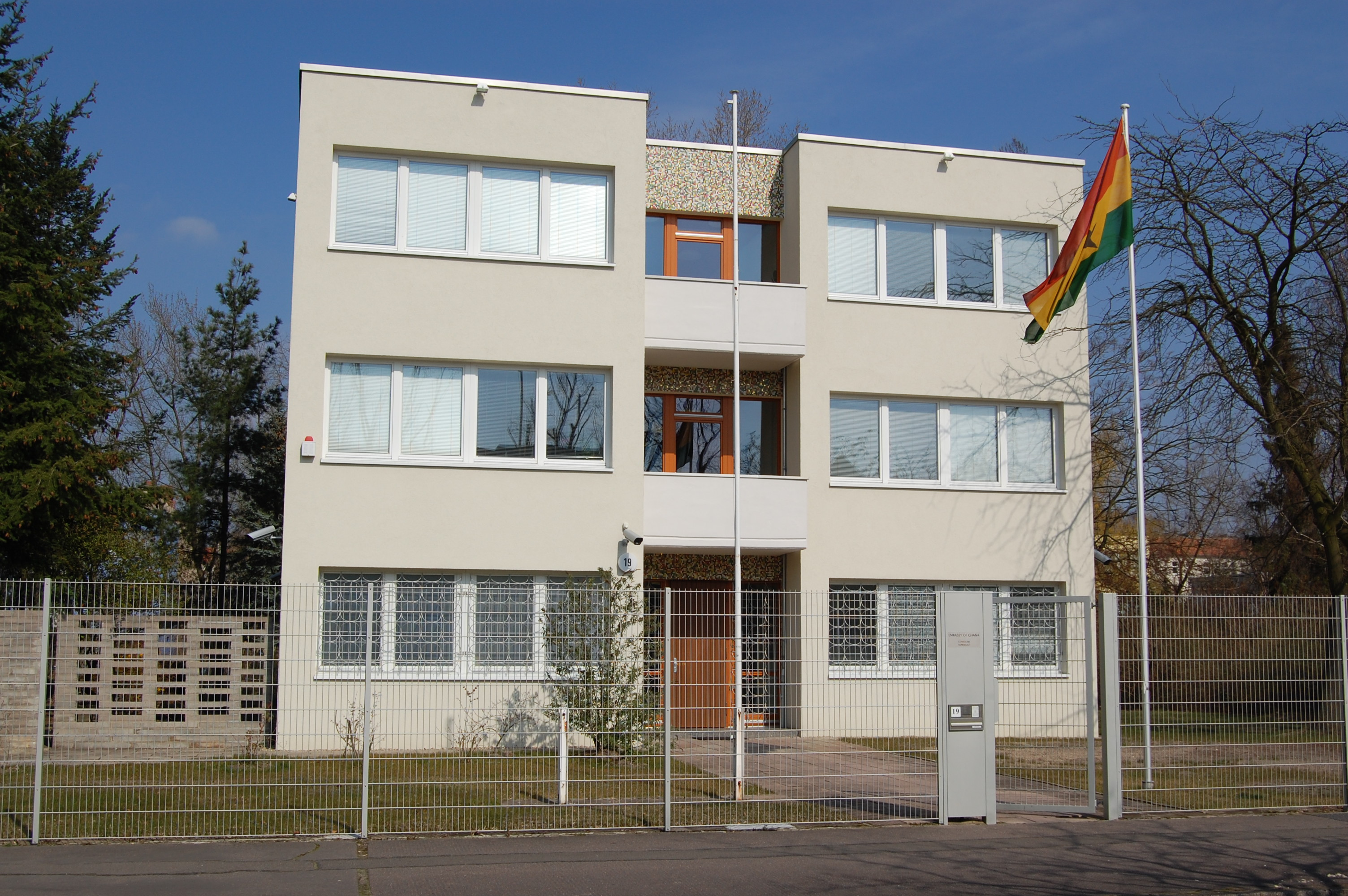
Ambassade à Berlin.
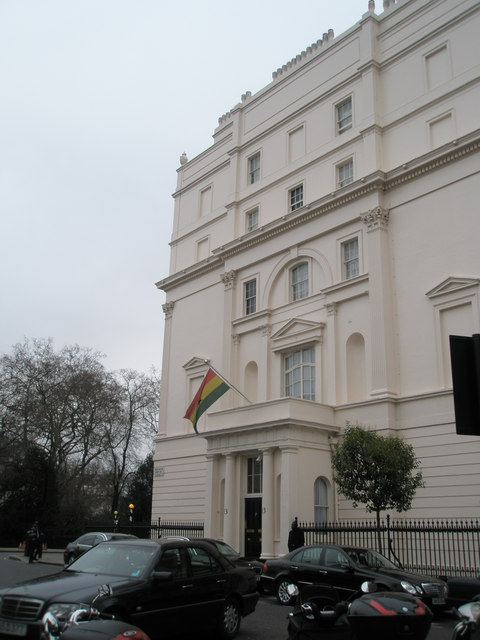
Haut-commissariat à Londres.
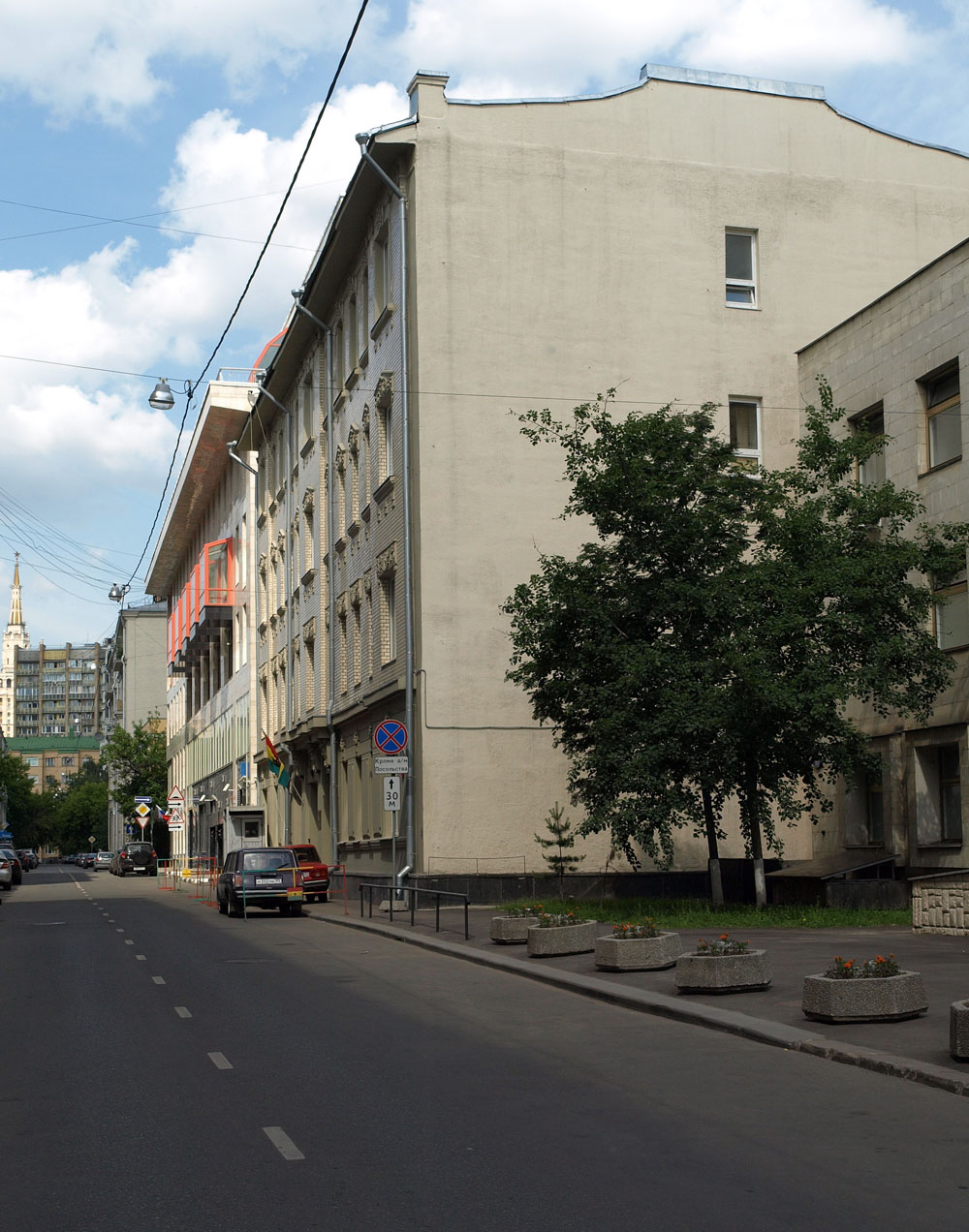
Ambassade à Moscou.
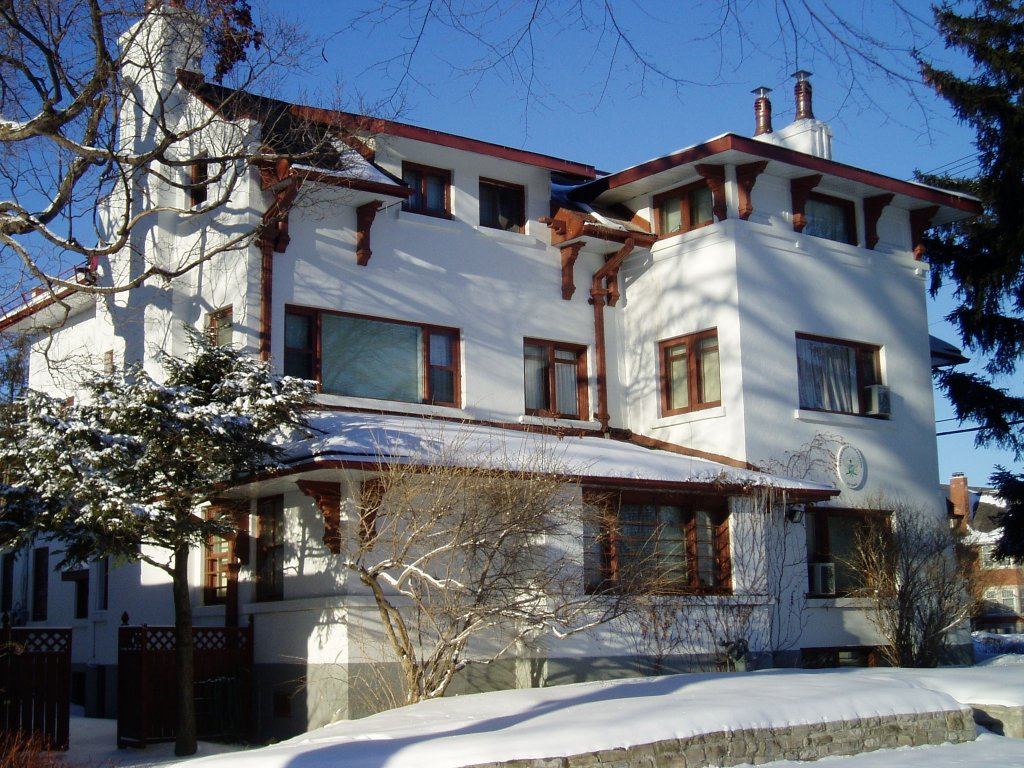
Haut-commissariat à Ottawa.
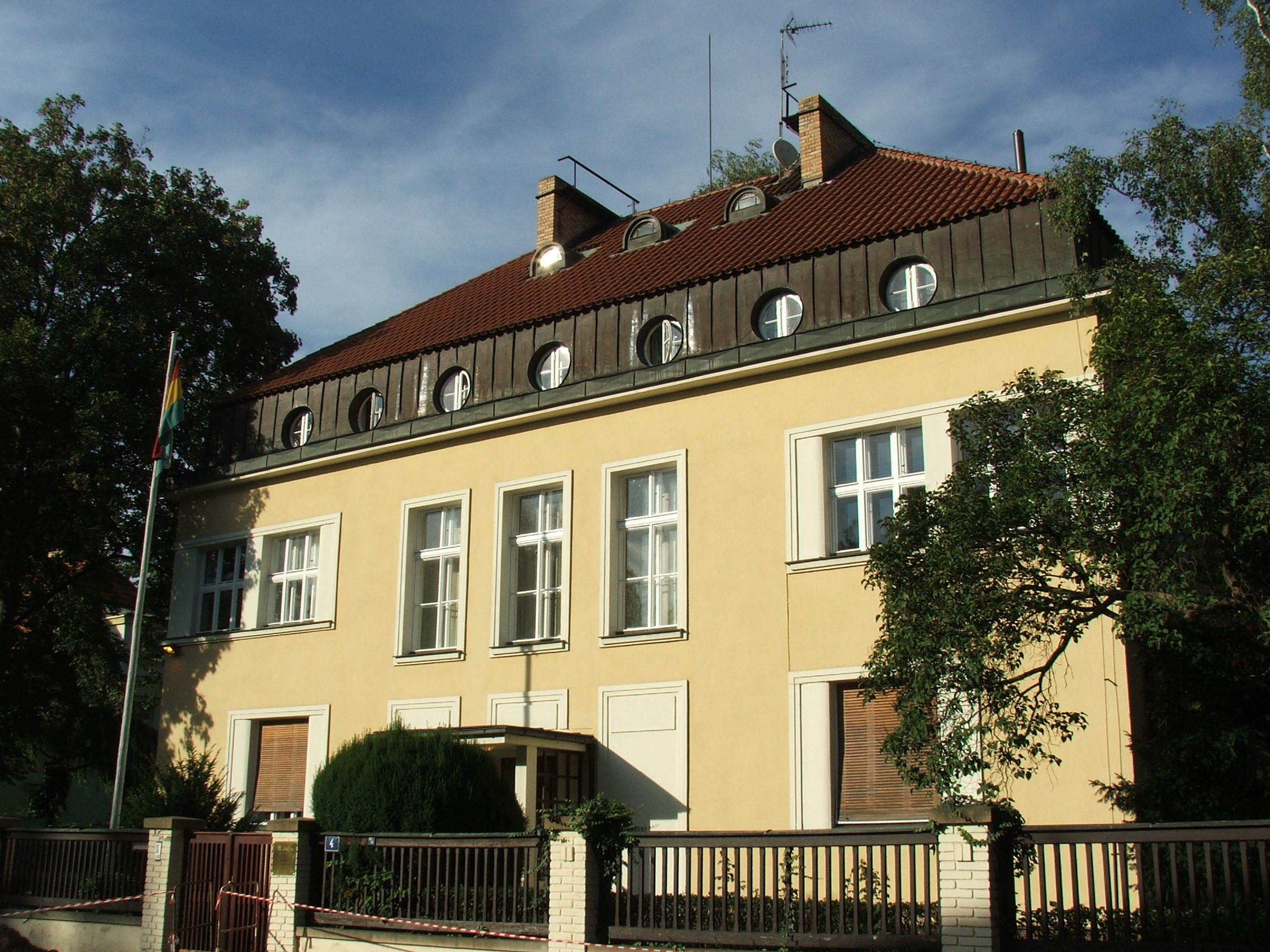
Ambassade à Prague.
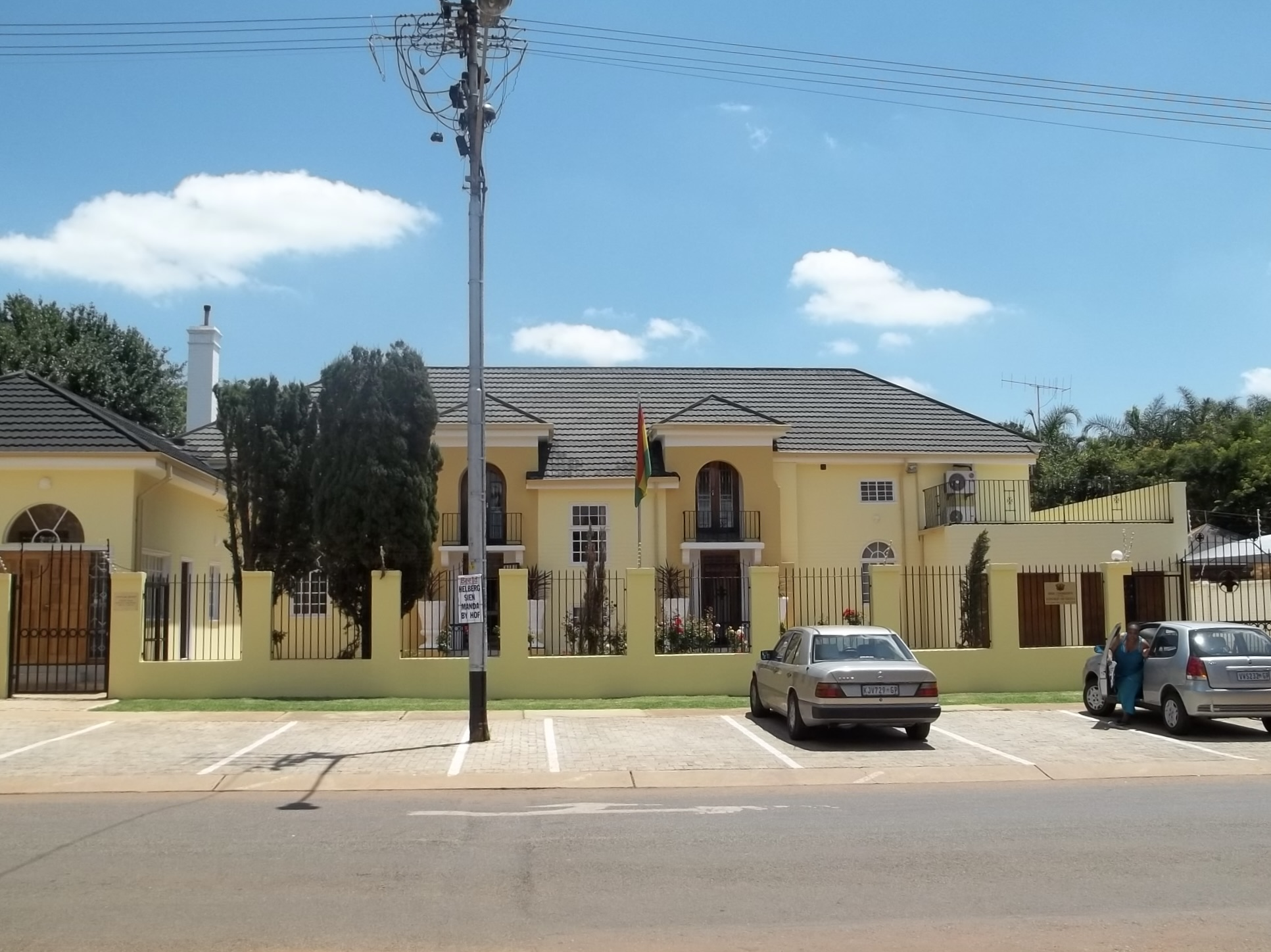
Haut-commissariat à Pretoria.
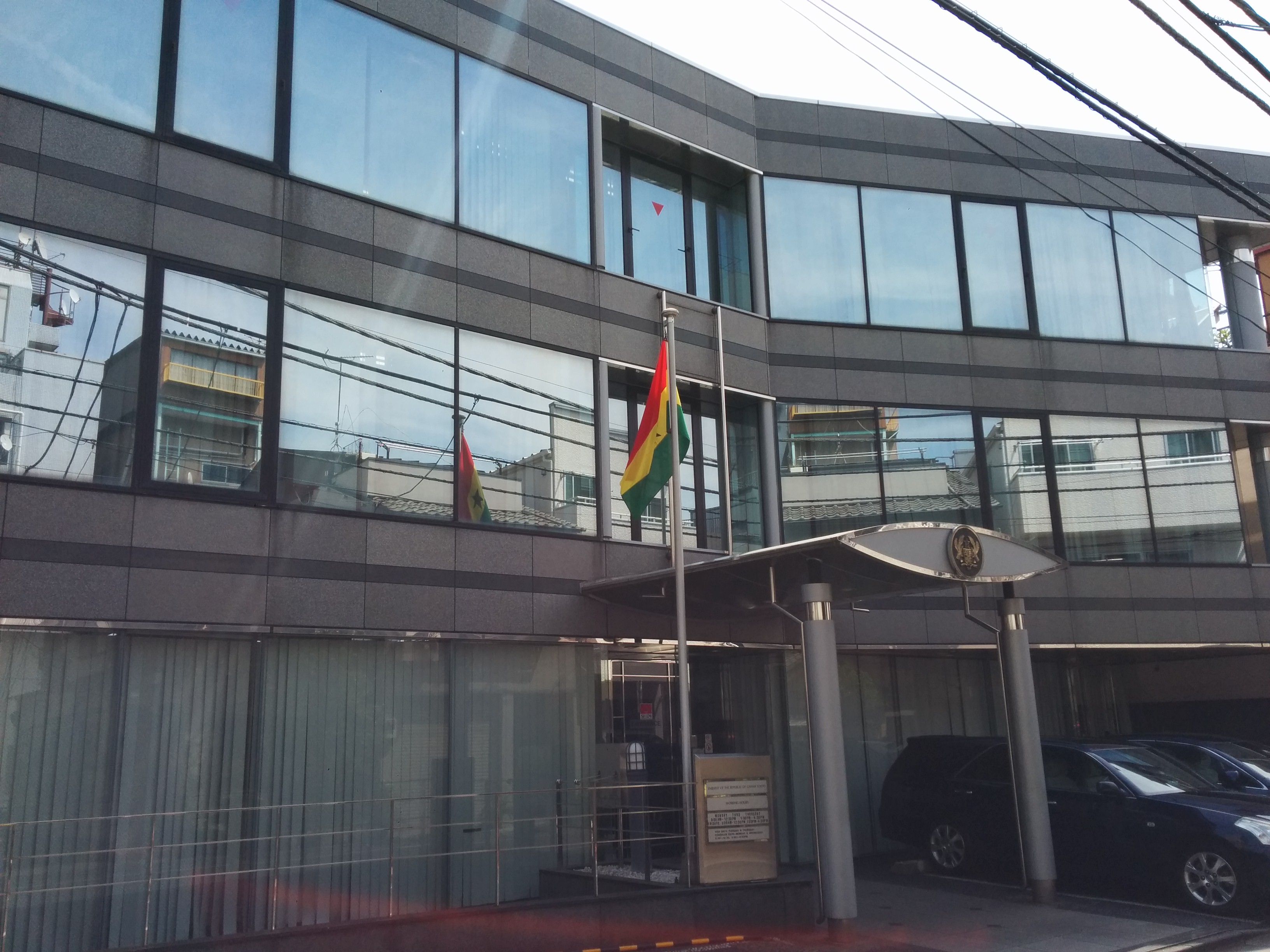
Ambassade à Tokyo.
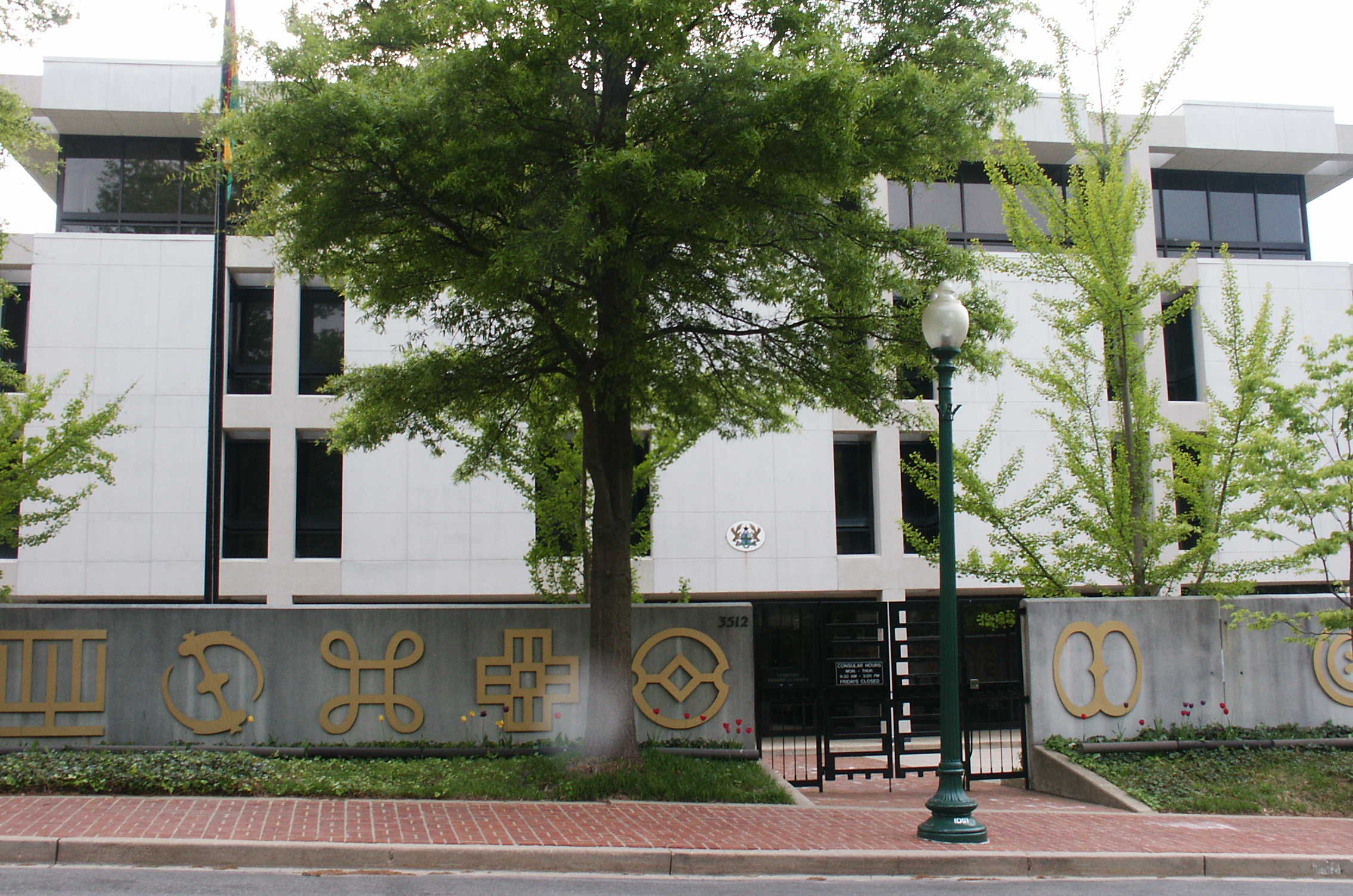
Ambassade à Washington.